# Johan Testad
Carl Johan Testad, född 2 mars 1973 i Solna, är en svensk kompositör. Han startade 2012 bandet Tibble Transsibiriska.
År 2019 vann Testad en Guldbagge för musiken till filmen Goliat i kategorin Bästa originalmusik.

## Filmmusik (i urval)
- 2004 – Kom tillbaka (kortfilm)
- 2004 – Kung Konrad (kortfilm)
- 2007 – Ett öga rött
- 2008 – Ett enklare liv
- 2010 – Morden i Sandhamn – i de lugnaste vatten
- 2011 – Gläntan (kortfilm)
- 2012 – Morden i Sandhamn – den innersta kretsen
- 2015 – Tjuvheder
- 2018 – Goliat
- 2020 – Björnstad (TV-serie)
- 2022 – Försvunna människor (TV-serie)
- 2022 – Länge leve bonusfamiljen